# オゼッラ・FA1M
オゼッラ・FA1M (Osella FA1M) は、オゼッラ・スクアドラ・コルセが1989年のF1世界選手権に投入したフォーミュラ1カー。デザイナーはアントニオ・トマイーニ。

## 概要
FA1MはFA1Lの後継で、ターボエンジンの禁止により自然吸気エンジンを搭載することとなり、完全に再設計された車であった。FA1Mは前作よりもパワーがあったが信頼性の欠如に苦しみ、後半にかけてようやく何度か予選通過できるようになってきたが、完走したのは1度のみであった。翌1990年、1991年は改良型のFA1M-Eが投入された。FA1M-Eも同様に信頼性に欠けたが、こちらは4回完走している。

### 開発
FA1Mはアントニオ・トマイーニによる設計で、FA1Lよりもスリムな外形のモノコックを持っていた。サスペンションはタイロッドとダブルウィッシュボーンから構成された。ボディは完全に再設計された。構造物の設計はイタリア各地の様々な風洞を用いて設計された。FA1Mは当時としては幅が狭くて高く傾斜したエアスクープを持ち、サイドポッドは低く短かった。エンジンはコスワース DFRに変更され、これはスイスのハイニ・マーダーがチューンした物であった。タイヤは89年と90年、ピレリを使用したがこれは予選においてグッドイヤーよりも優れていた。FA1Mはオゼッラが一歩前進したものと広く解釈された。

### FA1ME
オゼッラは1989年をもってF1を撤退、チームはスポンサーであったフォンドメタルが買収し、1990年はフォンドメタル・オゼッラとして参戦、資金面の心配が少なくなった。開幕2戦をFA1Mで戦い、第3戦サンマリノGPから改良型のFA1M-Eが投入された。「E」は「elaborato」の頭文字である。デザインは引き続きアントニオ・トマイーニが担当。FA1M-Eは全面に手が加えられ、特にフロント・サスペンションはFA1Mまでプルロッド方式だったものが、FA1M-Eではプッシュロッド方式へと大きく変更された。
FA1M-Eは1990年、1991年の2シーズンを戦い、91年の第3戦からフォンドメタル・フォメット1が投入された。

## レース戦績

### 1989年
1989年シーズンは再び2台体制となり、FA1Mはニコラ・ラリーニとピエルカルロ・ギンザーニに与えられた。両名とも予備予選の対象であった。ラリーニは予備予選で8回予選落ちした。残る8戦は決勝まで進出した。予選最高位は日本グランプリでの10位であった。スペインGPとオーストラリアGPでは予選11位であった。しかしながら完走となったのは第2戦のサンマリノGPのみで、6周を残してアクシデントのためレースを終えたものの、完走扱いの12位となった。残りは1戦が失格、2戦はドライビングミス、あとは機械的もしくは電気的なトラブルでのリタイアであった。ギンザーニは13回の予備予選落ちをした。残る3戦は決勝進出したが、いずれもリタイアしている。

### 1990年
1990年はリジェから移籍してきたオリビエ・グルイヤールの1台体制となり、序盤2戦でFA1Mが使用された。開幕戦のアメリカグランプリでは予選でピレリタイヤと路面のマッチングがよく、この恩恵を受け8位グリッドを獲得。これはこのシーズンにおける予選最高位であった。決勝はクラッシュによるリタイアとなった。第3戦サンマリノで改良型のFA1M-Eが投入された。予備予選を通過し予選では22位だったが、決勝はリタイアとなった。その後も予備予選落ち2回、予選落ち5回で、決勝進出は7回、完走4回。予選最高位は第5戦カナダの15位、決勝最高位はカナダおよびオーストラリアの13位であった。

### 1991年
1991年シーズン、チームはフォンドメタルと名前を変えたが、体制は変わらなかった。フォメットによる新車は開幕に間に合わなかったため、序盤2戦はFA1M-Eが使用された。ウィングが改修されただけで前年の物とほとんど変わりは無かったが、搭載されるエンジンはブライアン・ハートによるチューンが施された。この2戦はいずれも予備予選落ちに終わっている。第3戦からは新車のフォメット1が投入された。

## F1における全成績
(key) （太字はポールポジション）
| 年     | チーム                       | シャシー    | エンジン                                     | タイヤ | No. | ドライバー               | 1    | 2    | 3    | 4    | 5    | 6    | 7    | 8    | 9    | 10   | 11   | 12   | 13   | 14  | 15   | 16  | ポイント | 順位 |
| ------ | ---------------------------- | ----------- | -------------------------------------------- | ------ | --- | ------------------------ | ---- | ---- | ---- | ---- | ---- | ---- | ---- | ---- | ---- | ---- | ---- | ---- | ---- | --- | ---- | --- | -------- | ---- |
| 1989年 | オゼッラ・スクアドラ・コルセ | FA1M        | フォード コスワース DFR （マーダー） 3.5, V8 | P      |     |                          | BRA  | SMR  | MON  | MEX  | USA  | CAN  | FRA  | GBR  | GER  | HUN  | BEL  | ITA  | POR  | ESP | JPN  | AUS | 0        | NC   |
| 1989年 | オゼッラ・スクアドラ・コルセ | FA1M        | フォード コスワース DFR （マーダー） 3.5, V8 | P      | 17  | ニコラ・ラリーニ         | DSQ  | 12   | DNPQ | DNPQ | DNPQ | Ret  | DNPQ | Ret  | DNPQ | DNPQ | DNPQ | Ret  | DNPQ | Ret | Ret  | Ret | 0        | NC   |
| 1989年 | オゼッラ・スクアドラ・コルセ | FA1M        | フォード コスワース DFR （マーダー） 3.5, V8 | P      | 18  | ピエルカルロ・ギンザーニ | DNPQ | DNPQ | DNPQ | DNPQ | DNPQ | DNPQ | DNPQ | DNPQ | DNPQ | Ret  | DNPQ | DNPQ | DNPQ | Ret | DNPQ | Ret | 0        | NC   |
| 1990年 | フォンドメタル オゼッラ      | FA1M FA1M-E | フォード コスワース DFR （オゼッラ） 3.5, V8 | P      |     |                          | USA  | BRA  | SMR  | MON  | CAN  | MEX  | FRA  | GBR  | GER  | HUN  | BEL  | ITA  | POR  | ESP | JPN  | AUS | 0        | NC   |
| 1990年 | フォンドメタル オゼッラ      | FA1M FA1M-E | フォード コスワース DFR （オゼッラ） 3.5, V8 | P      | 14  | オリビエ・グルイヤール   | Ret  | Ret  | Ret  | DNQ  | 13   | 19   | DNPQ | DNQ  | DNQ  | DNPQ | 16   | Ret  | DNQ  | Ret | DNQ  | 13  | 0        | NC   |
| 1991年 | フォンドメタル F1 SpA        | FA1M-E      | フォード コスワース DFR （ハート） 3.5, V8   | G      |     |                          | USA  | BRA  | SMR  | MON  | CAN  | MEX  | FRA  | GBR  | GER  | HUN  | BEL  | ITA  | POR  | ESP | JPN  | AUS | 0        | NC   |
| 1991年 | フォンドメタル F1 SpA        | FA1M-E      | フォード コスワース DFR （ハート） 3.5, V8   | G      | 14  | オリビエ・グルイヤール   | DNPQ | DNPQ |      |      |      |      |      |      |      |      |      |      |      |     |      |     | 0        | NC   |

## 参照
1. ↑  Hodges: A–Z of Grand Prix Cars. 2001, S. 186.
2. ↑  Cimarosti: Das Jahrhundert des Rennsports. 1997, S. 403.
3. ↑  Cimarosti: Das Jahrhundert des Rennsports. 1997, S. 394.
4. ↑  Hodges: Rennwagen von A–Z nach 1945. 1994, S. 206.
5. 1 2  From IMOLA 勢ぞろいした新兵器 '90マシン・トレンド OSELLA グランプリ・エクスプレス '90サンマリノGP号 14頁 1990年6月2日発行